# Lissodendoryx fibrosa
Lissodendoryx fibrosa är en svampdjursart som först beskrevs av Claude Lévi 1961.  Lissodendoryx fibrosa ingår i släktet Lissodendoryx och familjen Coelosphaeridae.
Artens utbredningsområde är Filippinerna. Inga underarter finns listade i Catalogue of Life.